# أنتوني لوبيز
أنتوني لوبيز (بالبرتغالية: Anthony Lopes‏) وهو لاعب كرة قدم برتغالي فرنسي المولد بمركز حراسة المرمى ولد في يوم 1 أكتوبر 1990 في مدينة غيفورز في فرنسا وهو يلعب حالياً مع نادي ليون كما لعب منتخب البرتغال تحت 21 و19 عام، أول مباراة رسمية لعبها مع ليون كانت في دوري أوروبا 2012-13 ضد نادي هابويل إيروني كريات شمونة الإسرائيلي.

## مسيرته الكروية
لعب أنتوني لوبيز خلال مسيرته الاحترافية مع ناديين في اثنا عشر موسمًا ولم يسجل خلالها أي هدف ضمن 281 مباراة. ولم يفز بأي موسم بالكأس أو بالدوري.
خاض أنتوني لوبيز مسيرته مع أكاديمية واحتياط أولمبيك ليون في موسم 2008–09 ليلعب معه أربعة مواسم، مشاركًا في 38 مباراة ولم يسجل أي هدف. ثم انتقل إلى نادي أولمبيك ليون في موسم 2012–13 ليلعب معه ثمانية مواسم، حيث شارك في 243 مباراة ولم يسجل أي هدف أيضًا.

## روابط خارجية
- أنتوني لوبيز على موقع الاتحاد الدولي (مؤرشف)  (الإنجليزية)
- أنتوني لوبيز على موقع الاتحاد الأوربي (الإنجليزية)
- أنتوني لوبيز على موقع إي إس بي إن إف سي (الإنجليزية)
- أنتوني لوبيز على موقع قاعدة بيانات كرة القدم.إي يو (الإنجليزية)
- أنتوني لوبيز على موقع بيانات كرة القدم. دي إي (الألمانية)
- أنتوني لوبيز على موقع ليكيب (الفرنسية)
- أنتوني لوبيز على موقع ناشيونال فوتبول تيمز (الإنجليزية)
- أنتوني لوبيز على موقع Soccerbase.com (لاعب) (الإنجليزية)
- أنتوني لوبيز على موقع Soccerway.com (الإنجليزية)
- أنتوني لوبيز على موقع عالم كرة القدم.نت (الإنجليزية)